# 上瀧守
上瀧 守（こうたき まもる、1951年 - ）は、日本の防衛官僚。技術研究本部副本部長や、防衛庁長官官房報道官、防衛監察本部副監察監、防衛省人事教育局長等を歴任した。退官後、一般財団法人自衛隊援護協会理事長。

## 人物・経歴
東京都出身。都立富士高等学校、1975年中央大学法学部卒業。1976年防衛庁入庁、長官官房総務課配属。1988年防衛庁防衛局調査第2課総括・分析班長。1991年防衛施設庁労務部労務厚生課長。1992年防衛施設庁施設部施設対策第3課長。1994年防衛施設庁福岡防衛施設局施設部長。1996年防衛庁経理局監査課長。1998年防衛施設庁会計課長。2000年防衛庁人事教育局人事第1課長。2002年防衛施設庁広島防衛施設局長。2003年契約本部副本部長。2004年技術研究本部副本部長。防衛庁長官官房報道官を経て、2007年には防衛施設庁廃止に伴い防衛監察本部準備本部長として防衛監察本部の設立にあたり、同年防衛監察本部副監察監に就任した。2009年防衛省人事教育局長。2010年退官。2011年富士通株式会社顧問。のち、一般財団法人自衛隊援護協会理事長。2021年瑞宝中綬章受章。